# 妮菲塔莉
奈菲尔塔利（Nefertari；約前1290年—前1254年）是古埃及新王國時期第十九王朝法老拉美西斯二世的大王后（Great Royal Wife）。「妮菲塔莉」這名字有「美麗的伴侶」、「最美的女人」或「最好的女人」的意思，一般認為她是拉美西斯二世最寵愛的王后。在古埃及歷史上，她是除克娄巴特拉七世、娜芙蒂蒂及哈特謝普蘇特之外最為有名的王后之一。
她死後葬於尼羅河西岸底比斯以南的王后谷，陵墓的編號為QV66，墓中壁畫裝飾極盡華美。

## 生平

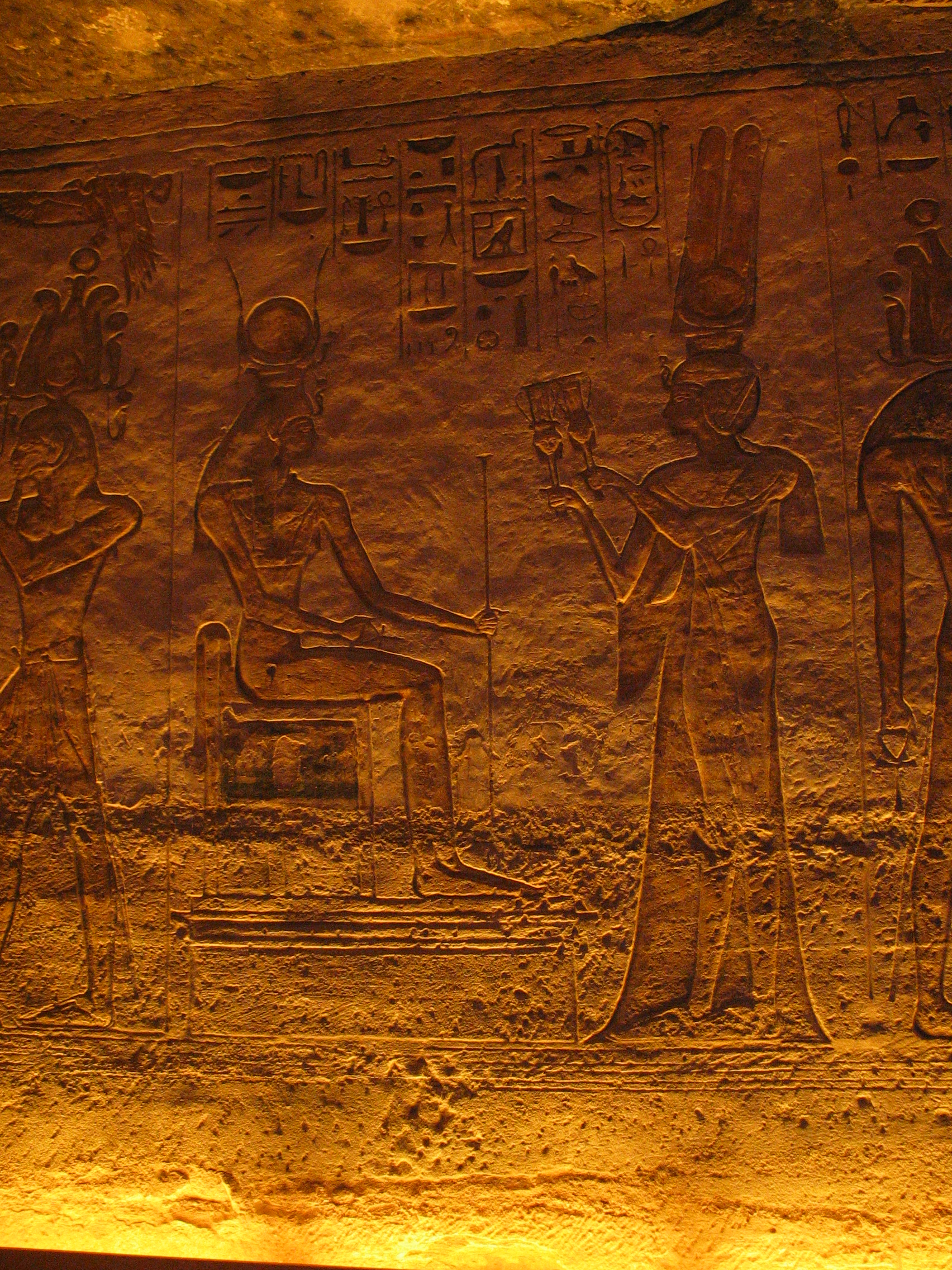
阿布辛拜勒的妮菲塔莉廟中雕刻，可見妮菲塔莉以叉鈴（sistrums）向女神哈索爾供奉

儘管無法得悉妮菲塔莉的出生地，但由於她被稱為「穆特所鍾愛的」，而穆特則是底比斯地區的神祇，所以她很有可能是來自底比斯的。從妮菲塔莉陵墓中的發現，包括刻有第十八王朝法老阿伊名字的象形繭（cartouche），可以知道她跟第十八王朝的王室成員是有淵源的（包括圖坦卡門、娜芙蒂蒂、阿蒙霍特普四世及阿伊）。
妮菲塔莉在十三歲的時候就嫁給了當時只有十五歲、還沒有繼承皇位的拉美西斯二世，但在拉美西斯二世登基后七到八年，她的地位開始不保，她也鮮少出現在法老身邊。
妮菲塔莉最少為拉美西斯二世生下四個兒子兩個女兒，她的子女都沒有繼承皇位。繼位的是邁爾奈普塔，是另一位王后伊斯諾弗萊特（Istnofret，又作伊賽特娜芙瑞）所生，邁爾奈普塔是拉美西斯二世的第十三個兒子。拉美西斯二世在位期間，最少擁有四十八至五十個兒子。妮菲塔莉在拉美西斯二世即位後二十五年左右逝世。

## 地位

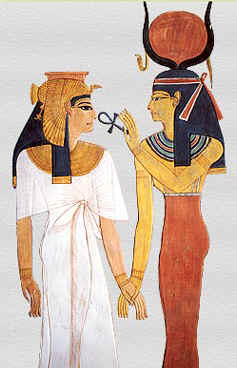
哈托尔正在賜予皇后生命之符安卡

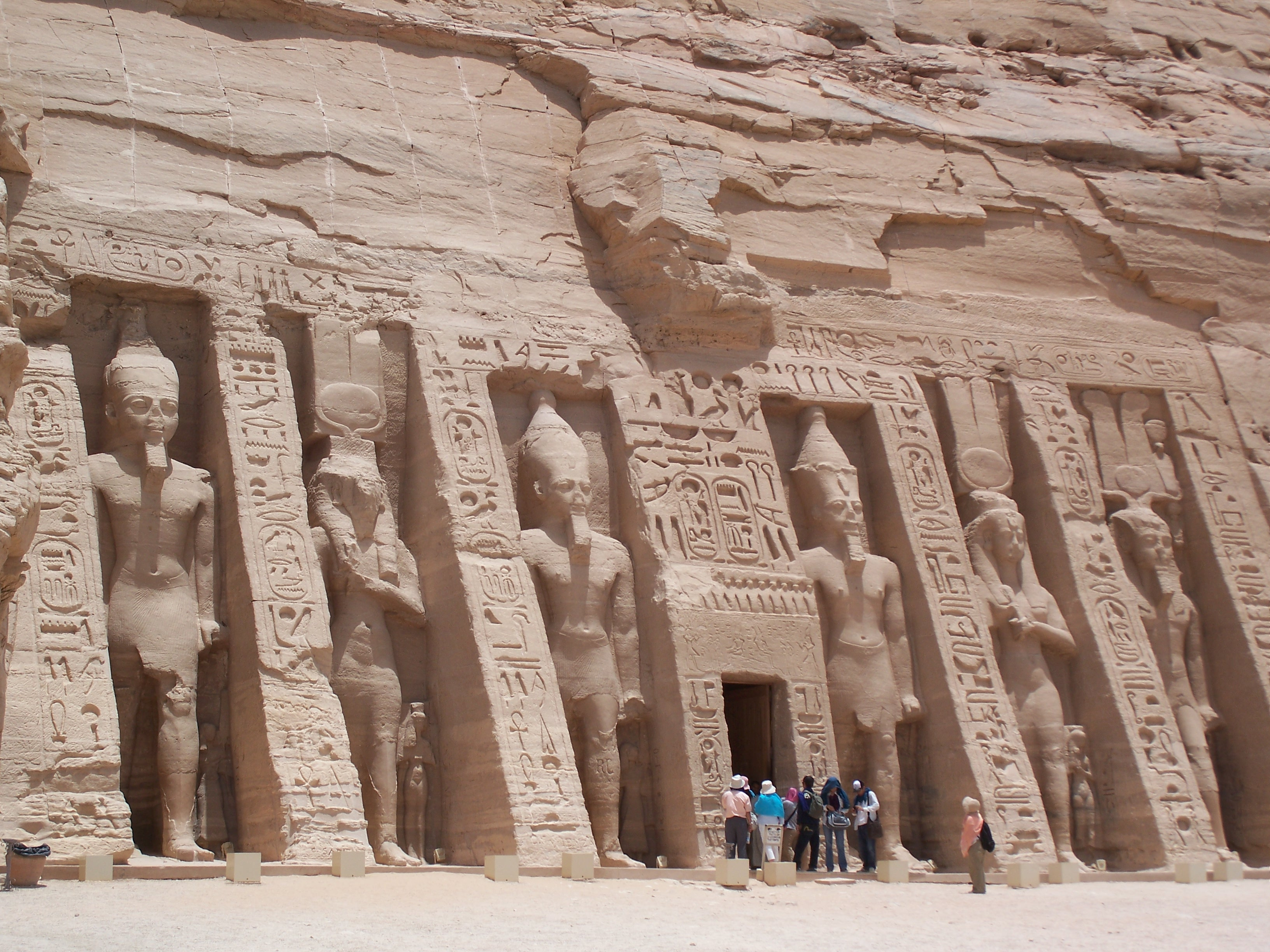
阿布辛拜勒哈索爾廟的外觀

除了泰伊以外，妮菲塔莉大概是唯一一位於在世時被神格化的埃及王后。在阿布辛拜勒神廟的建築群中，拉美西斯除了為自己建廟外，亦為她興建一座石窟廟，並獻給女神哈索爾。不過，實際上在十八,十九王朝中，雅赫摩斯-纳菲尔泰丽，娜芙蒂蒂，女王哈特謝普蘇特，泰伊等在位時間較長的王室女性都被發現了相關的神廟。其中雅赫摩斯-纳菲尔泰丽在死後被尊爲西之女神（Lady of west）盡受崇拜，娜芙蒂蒂則是因爲阿吞神一體系沒有化身成神，但是阿肯那頓在一座阿吞神廟的四周圍滿了她的巨像，在這座特別的神廟中，僅僅屬於娜芙蒂蒂和她的女兒們，并沒有出現法老的蹤影，但在早在拉美西斯一世時期這座神廟便被破壞了。無獨有偶，泰伊的神廟“泰伊之家”現在也僅僅只剩下了殘垣斷壁。在這些皇后當中，妮菲塔莉的神廟毋庸置疑是保存最爲完好的。
她的地位因為被描述為其丈夫的伴隨者而受肯定，在前往努比亞以委派興建阿布辛拜勒神廟的旅途中也可見她的蹤影。妮菲塔莉在神廟上以哈索爾女神的形象顯現，並和身邊的拉美西斯二世一般大小，這在古埃及史上并不常見。但遺憾的是，也許因爲妮菲塔莉的去世，哈索爾神廟最終也未完工，并且在更多時候，包括就在一旁的阿布辛貝大神廟上，她還是像一名傳統的王后那樣站在拉美西斯二世脚下。
位於赫梯帝國首都哈圖沙（現今土耳其的博阿茲柯伊）的楔形文字碑進一步證明了妮菲塔莉的重要地位，該碑上載有妮菲塔莉、赫梯國王哈圖西里三世及王后蒲杜海琶（Pudukhepa）。上面展示了妮菲塔莉写给赫梯王后蒲杜海琶的回信，記載了妮菲塔莉对于两國交好，簽訂和平契約的喜悦，并且还为赫梯王哈图西里三世献上了禮物。这表明妮菲塔莉，在一定程度上也起到了促进兩國外交的作用。
“給我的姐妹，赫梯國王后，蒲杜海琶。我，你的姐妹也很好。祝你和你的國家也好。我知道你，我的姐妹，你寫信詢問了我的身體狀況。你写信给我，是因为和你的兄弟，埃及國王締結了友誼和親切友好的關係。偉大的風暴神將會帶來和平，他将使偉大的埃及國王和他的兄弟偉大的赫梯國王之間締結永世長存的兄弟般的关系。看，我送了你一件礼物，为了问候你，我的妹妹。是一條純金的项链，有十二条带子，重88舍客勒。一件用细麻布玛克拉鲁料子做的禮服，送給你的國王。共12件亚麻服装。”

## 後世
登基五年左右，拉美西斯二世在努比亞自己的神廟旁邊，將妮菲塔莉捧作當地世俗哈托爾女神（the goddess Hathor）的化身，為她修建了一座宏偉的石窟廟，以得到人們的景仰。
拉美西斯二世在阿布辛拜爾修建了兩座石窟廟，而妮菲塔莉的那座石窟廟是兩座石窟廟中比較小的那座。在這座石窟廟上，一共雕刻了6個人物，其中4個都是拉美西斯二世本人的雕像，只有兩座雕像是被奉為哈托爾女神的妮菲塔莉像。在石窟廟內的壁畫上，多畫著拉美西斯二世向哈索爾敬奉的場面，只有兩幅關於妮菲塔莉的壁畫，一張是她在祭祀哈索爾女神，而另一張是神化的她站在女神中與她們一起搖鈴。神廟的側室還未打通，雕像和部分壁畫都是未完成的狀態，很有可能在妮菲塔莉去世後，神廟就此停工。
妮菲塔莉為她的丈夫拉美西斯二世生了6個孩子，但是，他們中卻沒有一個人繼承了王位。雖然沒有證據，但他們很有可能都沒有活過拉美西斯二世。并且，學者認爲，妮菲塔莉的孩子可能是和另一位皇后伊斯諾弗萊特（Istnofret）按照年齡順序交錯繼承王位。在她長子去世後，太子之位便一直在伊斯諾弗萊特的兒子們中交替，最終由十三子莫尼普塔（Merenptah)成了拉美西斯的接班人。
在拉美西斯二世的統治初期，常常能看到妮菲塔莉在她的身邊，其中包括阿蒙祭司和一些節日活動。在盧克索的節日之中，妮菲塔莉甚至代表王室發表了演講。但在王3年之後，她的記載驟然減少，王7年后，她在拉美西斯二世身邊徹底消失，除開給赫梯皇后的回信，她沒有留下任何的記錄。直至最後阿布辛貝的建成儀式，都是由女兒梅莉塔蒙（Meritamen）代理參加。
位於王后谷的陵墓Qv66的妮菲塔莉墓是古埃及現存最優美，裝飾最華麗的陵墓之一，被稱爲“古埃及的西斯廷教堂”。她的神廟就在拉美西斯自己的神廟旁，在這座神廟的面前，奈菲爾塔利的雕像作為哈托爾女神的化身，和拉美西斯本人的雕像並肩站立。王后與法老的塑像同樣高度而且並肩排列這件事在古埃及歷史上并不常見。

## 頭銜
崇高的贊揚Great of Praises (wrt-hzwt), 甜蜜的愛情Sweet of Love (bnrt-mrwt), 優雅的貴婦Lady of Grace (nbt-im3t), 大皇后Great King’s Wife (hmt-niswt-wrt), 他的摯愛his beloved (hmt-niswt-wrt meryt.f), 兩地的貴婦Lady of The Two Lands (nbt-t3wy), 上下埃及的貴婦Lady of all Lands (hnwt-t3w-nbw), 公牛的妻子Wife of the Strong Bull (hmt-k3-nxt), 神妾god's Wife (hmt-ntr), 上下埃及的女主人Mistress of Upper and Lower Egypt (hnwt-Shm’w-mhw).。這些都是古埃及皇后與女祭司的傳統頭銜。
在小神廟上有一段銘文“A temple of great mighty monuments，for the Great Royal Wife Nefertari Meryetmut，for whose sake the（very）sun dose shine，given life and beloved。 ”，因此她也被稱作，the one for whose sake the sun dose shine，被陽光照耀的人。
她的全名叫做「妮菲塔莉·梅里穆特」（Nefertari Meriten-Mut），意思為「被穆特所鍾愛的美麗之人」。

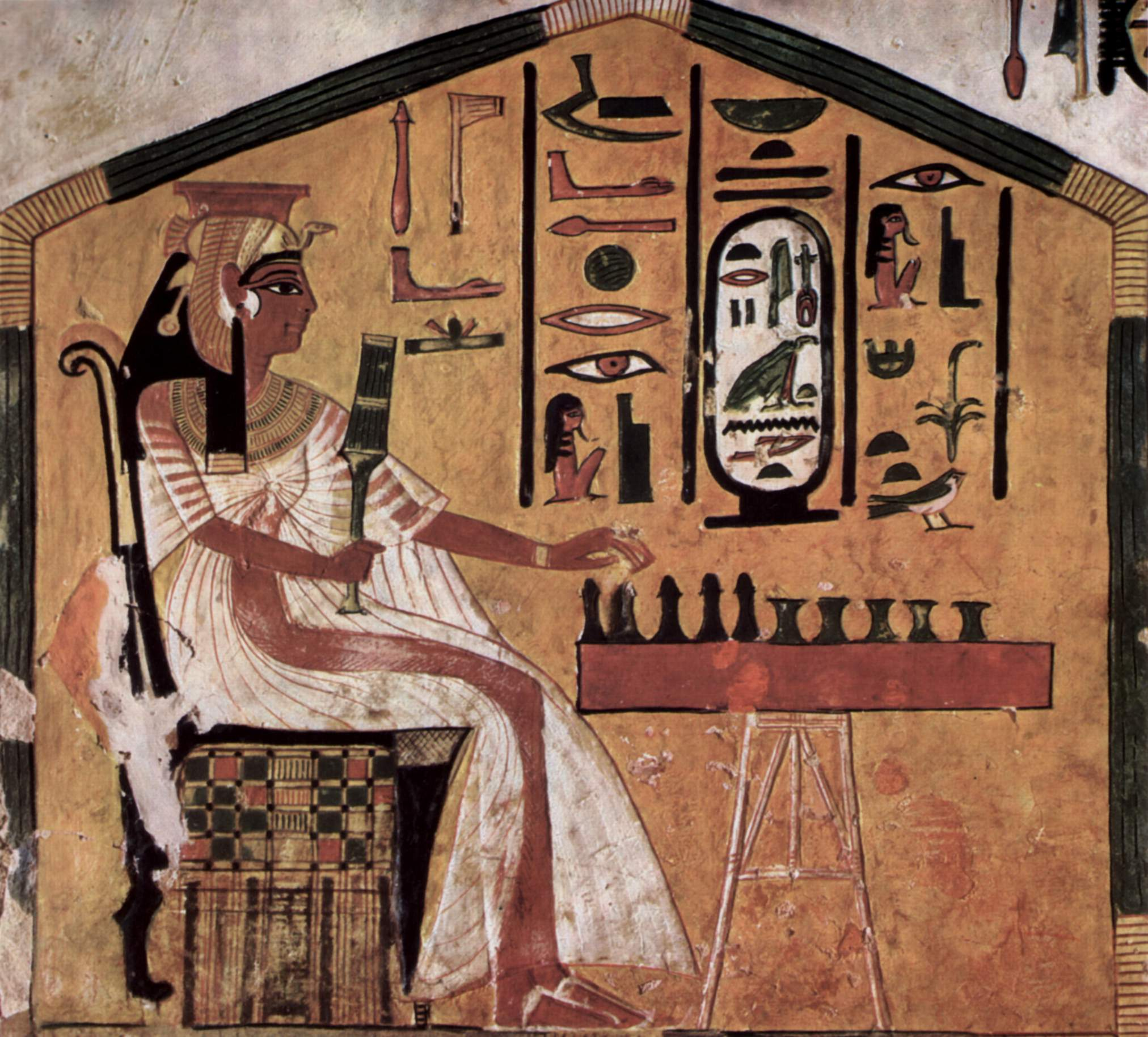
妮菲塔莉墳墓的古畫，妮菲塔莉在玩塞尼特。

## 大眾文化中的妮菲塔莉

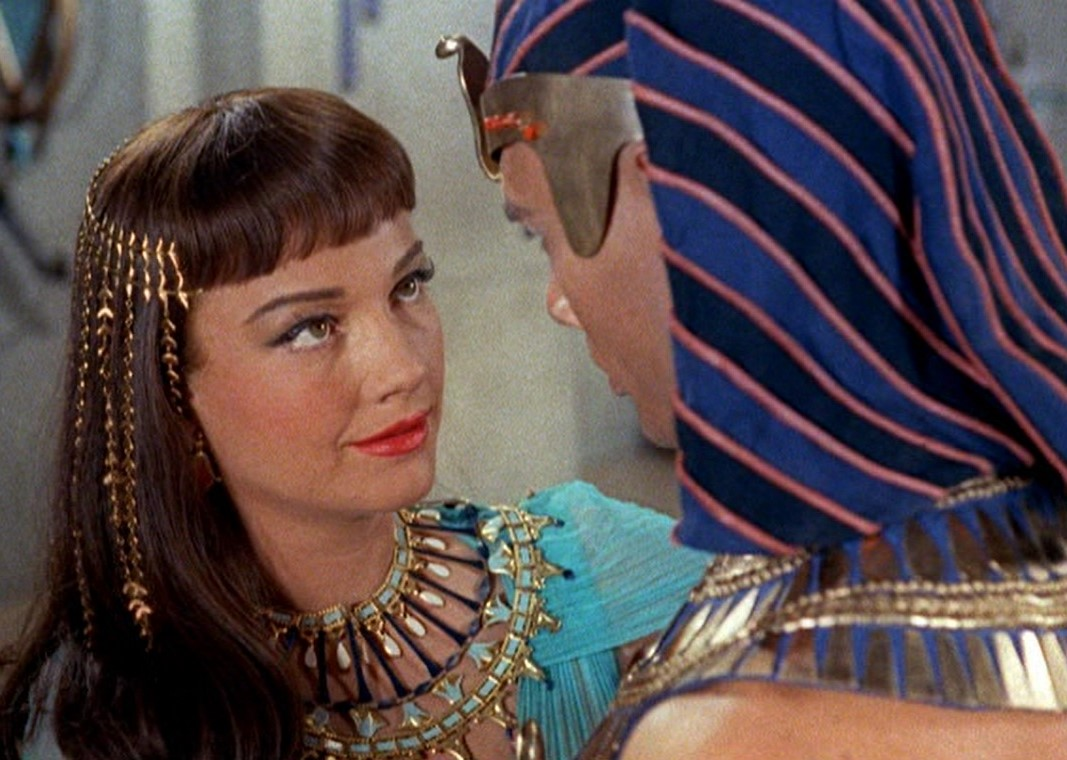
安妮·巴克斯特与尤·伯连纳在十戒饰演妮斐泰丽与拉美西斯二世

- 於《十誡》，安妮·巴克斯特飾演妮菲蒂莉（Nefertiri），即妮菲塔莉。在電影中，妮菲蒂莉與摩西相愛，討厭拉美西斯二世。但她因為長子於十災中死去而對付摩西。
- 克里斯提昂·賈克《拉美西斯五部曲》系列小說中的重要角色。
- 日本漫畫作品《One Piece》中，娜菲鲁塔利·薇薇(Nefertari Vivi)的姓氏乃源自妮菲塔莉。
- 在電影《木乃伊2》中，妮菲塔莉是塞提一世的女兒，親眼看見她的父親被王后以及與王后私通的大祭司印何闐所殺。后因过于激动坠楼而亡。女主角艾芙琳的前世。电影里的名字“Nefertiri”(妮斐提利)是妮斐塔利(Nefertari)与娜芙蒂蒂(Nefertiti)名字的结合，由瑞秋·懷兹饰演。
- 在前傳小說 《Fate/Prototype 蒼銀的碎片》中未直接登場，但其飾品卻被用作召喚「Rider」（拉美西斯二世）的聖遺物。
- 《出埃及記天地王者》中由格洛詩·諾法拉哈尼飾演 妮菲塔莉
- 《異教王後》(小說)-米歇爾·莫蘭(Michelle Moran)
- 《法老的寵妃》(小說）-悠世                             《砂與海之歌》(漫畫）-米沙                                   主角是學霸中英混血兒，金髮藍眼。穿回古代取代奈爾菲塔莉和拉美西斯二世相遇的故事。

## 資料來源
1. 1 2  劉文鵬（2008年）：《埃及考古學》，352頁，北京：三聯書店
2. ↑  劉文鵬（2000年）：《古代埃及史》，476頁，北京：商務印書館。
3. ↑  McDonald, John K. (1996): House of Eternity - The Tomb of Nefertari, P.16, UK: Thames and Hudson
4. ↑  .   [2009-07-29]. （原始内容存档于2009-03-27）.
5. ↑  Gae Callender, The Eye Of Horus: A History of Ancient Egypt, Longman Cheshire (1993), p.263
6. ↑  劉文鵬（2008年）：《埃及考古學》，331頁，北京：三聯書店